# Ошен-Сити (Флорида)
Ошен-Сити (англ. Ocean City) — статистически обособленная местность, расположенная в округе Окалуса (штат Флорида, США) с населением в 5594 человека по статистическим данным переписи 2000 года.

## География
По данным Бюро переписи населения США статистически обособленная местность Ошен-Сити имеет общую площадь в 4,92 квадратных километров, из которых 4,14 кв. километров занимает земля и 0,78 кв. километров — вода. Площадь водных ресурсов округа составляет 15,85 % от всей его площади.
Статистически обособленная местность Ошен-Сити расположена на высоте 3 м над уровнем моря.

## Демография
По данным переписи населения 2000 года в Ошен-Сити проживало 5594 человека, 1479 семей, насчитывалось 2478 домашних хозяйств и 2693 жилых дома. Средняя плотность населения составляла около 1136,99 человека на один квадратный километр. Расовый состав населённого пункта распределился следующим образом: 83,98 % белых, 7,01 % — чёрных или афроамериканцев, 0,64 % — коренных американцев, 3,24 % — азиатов, 0,05 % — выходцев с тихоокеанских островов, 3,49 % — представителей смешанных рас, 1,59 % — других народностей. Испаноговорящие составили 4,31 % от всех жителей статистически обособленной местности.
Из 2478 домашних хозяйств в 23,3 % воспитывали детей в возрасте до 18 лет, 44,8 % представляли собой совместно проживающие супружеские пары, в 11,3 % семей женщины проживали без мужей, 40,3 % не имели семей. 31,8 % от общего числа семей на момент переписи жили самостоятельно, при этом 9,8 % составили одинокие пожилые люди в возрасте 65 лет и старше. Средний размер домашнего хозяйства составил 2,26 человек, а средний размер семьи — 2,83 человек.
Население статистически обособленной местности по возрастному диапазону по данным переписи 2000 года распределилось следующим образом: 20,9 % — жители младше 18 лет, 9,8 % — между 18 и 24 годами, 30,7 % — от 25 до 44 лет, 23,3 % — от 45 до 64 лет и 15,3 % — в возрасте 65 лет и старше. Средний возраст жителей составил 38 лет. На каждые 100 женщин в Ошен-Сити приходилось 98,0 мужчин, при этом на каждые сто женщин 18 лет и старше приходилось 98,3 мужчин также старше 18 лет.
Средний доход на одно домашнее хозяйство статистически обособленной местности составил 35 759 долларов США, а средний доход на одну семью — 43 625 долларов. При этом мужчины имели средний доход в 27 472 доллара США в год против 23 049 долларов среднегодового дохода у женщин. Доход на душу населения статистически обособленной местности составил 35 759 долларов в год. 5,9 % от всего числа семей в населённом пункте и 8,6 % от всей численности населения находилось на момент переписи населения за чертой бедности, при этом 15,4 % из них были моложе 18 лет и 6,2 % — в возрасте 65 лет и старше.